# Peucedanum caneroonsum
Peucedanum caneroonsum är en flockblommig växtart som beskrevs av Minosuke Hiroe. Peucedanum caneroonsum ingår i släktet siljor, och familjen flockblommiga växter. Inga underarter finns listade i Catalogue of Life.